# Turó de Boixadors
El Turó de Boixadors és una muntanya de 847 metres que es troba al municipi de Sant Pere Sallavinera, a la comarca catalana de l'Anoia. Està coronada pel Castell de Boixadors. És el cim més alt de l'Alta Segarra.
Al cim hi ha un vèrtex geodèsic amb la referència 275108001 de l'ICC.
Aquest cim està inclòs al llistat dels 100 cims de la FEEC.